# Cladopodanthus speciosus
Cladopodanthus speciosus là một loài Rêu trong họ Dicranaceae. Loài này được (Dozy & Molk.) M. Fleisch. mô tả khoa học đầu tiên năm 1904.